# Linga-purana

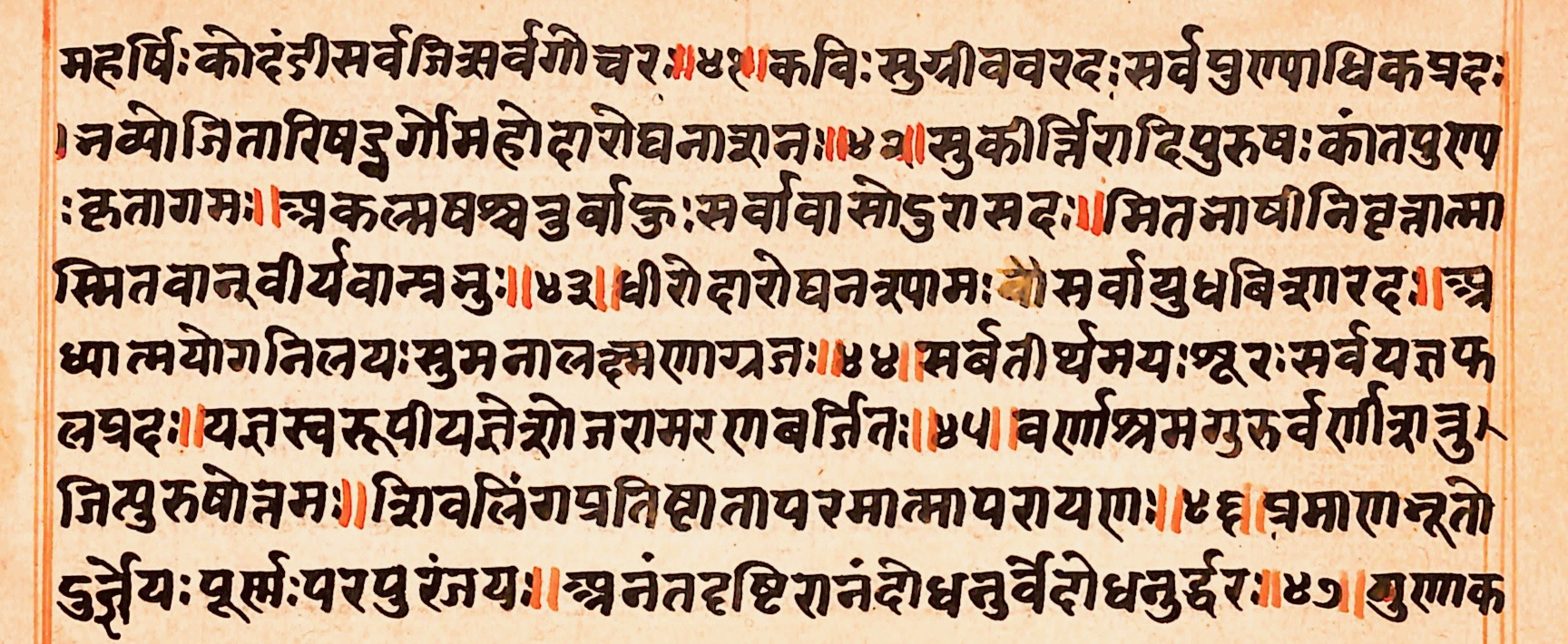
Página del manuscrito Linga Purana. Idioma: Sánscrito. Escritura: Devenagari. Siglo XIX

El Linga-purana es uno de los dieciocho principales Puranas (textos religiosos hinduistas).
El texto existente se divide en dos partes de 108 y 55 capítulos, respectivamente. Estas piezas contienen la descripción sobre el origen del universo, el origen del lingam (falo del dios Sivá), y cómo del lingam aparecieron los dioses Brahmá y Visnú, y los cuatro Vedas. En este Purana, Shiva directamente explica la importancia de la adoración del lingam y los rituales adecuados que deben seguirse durante la puja del lingam.

## Contenido
El Linga-purana está dividido en cinco partes:
- La primera parte de este Purana describe el origen del lingam, y detalla el proceso de su culto. Tiene también secciones sobre la creación del cosmos; la inmolación de Kama por parte de Sivá, el matrimonio de Sivá, la descripción de Suria y Soma, y la descripción de Varaja y Narasimja (avatares del dios Visnú).
- La segunda parte describe la importancia del dios Visnú, y la aparición del dios Brahmá como el creador del cosmos. Tiene varias otras narraciones, incluyendo diversos aspectos de Sivá.
- La tercera parte del Linga-purana contiene la descripción de los siete continentes concéntricos que ―según los hinduistas de esa época― rodeaban el subcontinente índico. También describe el monte Meru y otras montañas prominentes. También tiene una narración de Brahma asignando varias divinidades a los semidioses, incluyendo el resplandor de Suriá, el dios del Sol.
- La cuarta parte tiene varias narraciones, incluida la del joven Dhruva como devoto supremo, el origen de varios semidioses, más detalles sobre los Adityas y la dinastía Yadu; el ascenso de Andhak a la posición de señor de ganas, la aniquilación del demonio Yalapa, y el origen del dios Ganesh, hijo de Sivá.
- La quinta y última parte incluye la historia de Upamaniu,[3] la importancia de ciertos mantras, la importancia del gurú, los diferentes tipos de yoga, y el procedimiento para la instalación de un lingam.[4]